# Bożuriszte
Bożuriszte (bułg. Божурище) – miasto w zachodniej Bułgarii. Siedziba gminy Bożuriszte w obwodzie sofijskim. Znajduje się niedaleko Kostinbrodu, miasta Bankja i Sofii. Według danych szacunkowych Ujednoliconego Systemu Ewidencji Ludności oraz Usług Administracyjnych dla Ludności, 15 czerwca 2020 roku miejscowość liczyła 5 982 mieszkańców.

## Historia
Miasto odegrało ważną rolę w historii lotnictwa w Bułgarii. W nim powstało pierwsze w Bułgarii lotnisko. W latach 1919–1937 było ono głównym portem lotniczym Sofii. Później zostało przekształcone w lotnisko wojskowe, a potem szkolne i aeroklubowe.

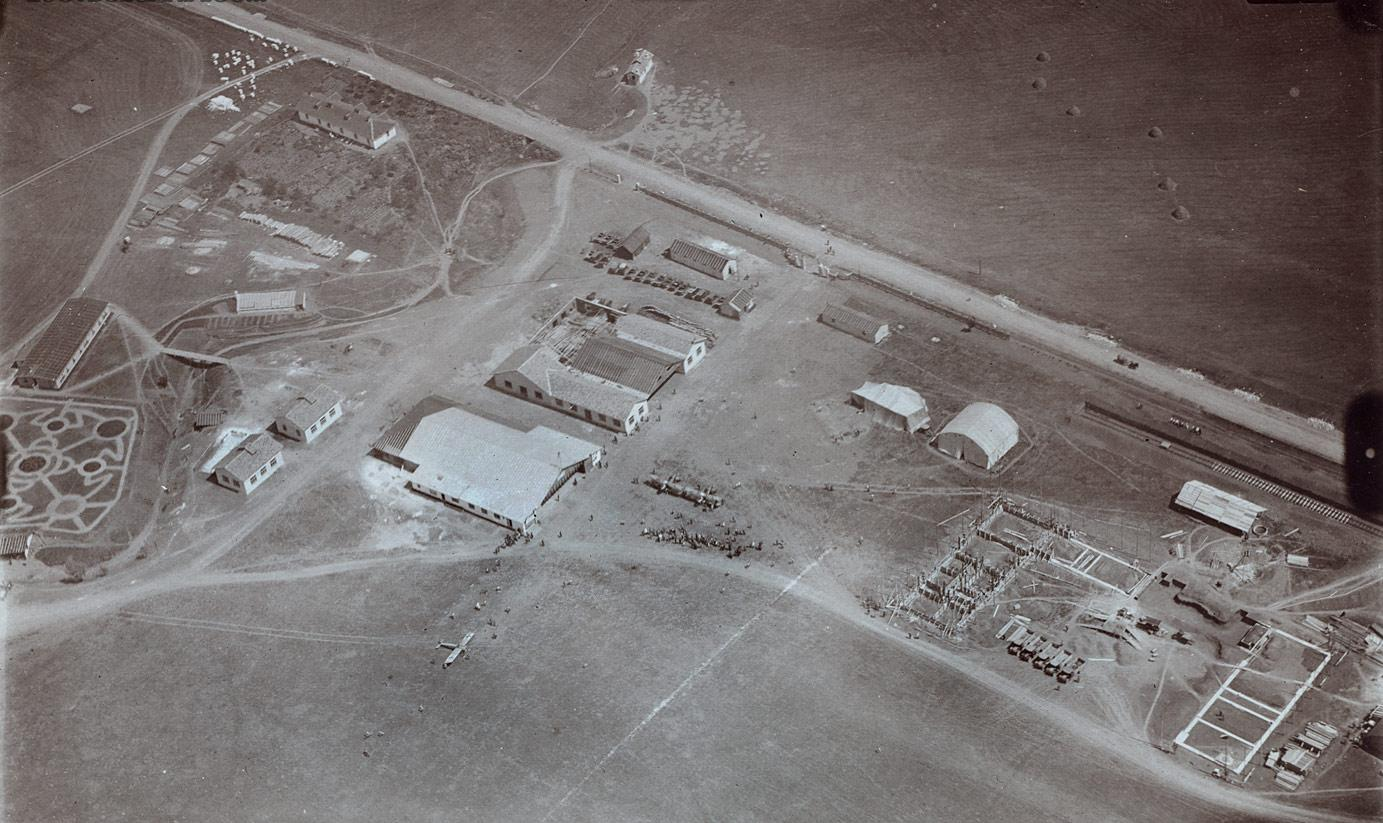
Lotnisko Bożuriszte - czerwiec 1917

## Osoby związane z miejscowością

### Zmarli
- Stefan Kyłypcziew (1921–1964) – bułgarski partyzant, oficer

### Związani
- Eroł Ibrachimow (1969) – bułgarski muzykant
- Krasimira Stojanowa (1962) – bułgarska śpiewaczka operowa